# Zdzisław Stolarski
Zdzisław Stolarski (ur. (11 czerwca 1948 w Grzegorzewicach) – polski zapaśnik, trener, sędzia, olimpijczyk z Monachium 1972.
Zawodnik walczący w stylu wolnym w wadze piórkowej. Zawodnik warszawskich klubów: Rzemieślnik (w latach 1965-1980) oraz Marymont i Iskra ZWUT. 
Uczestnik mistrzostw Europy w roku 1974, podczas których zajął 4. miejsce oraz w roku 1975, podczas których zajął 8. miejsce.
Uczestnik mistrzostw świata w roku 1973, gdzie zajął 8. miejsce.
Na igrzyskach olimpijskich w roku 1972 w Monachium wystartował w wadze piórkowej zajmując 11. miejsce.
W latach 1973-1975 wygrywał międzynarodowy turniej zapaśniczy o "Wielką Nagrodę Łodzi".
Jako zawodnik rozpoczął prace trenera w klubach warszawskich, którą kontynuował po zakończeniu kariery sportowej. 
W roku 1974 zajął 3. miejsce w plebiscycie katowickiego "Sportu" na najlepszego zapaśnika stylu wolnego. 